# Hénanbihen
Hénanbihen är en kommun i departementet Côtes-d'Armor i regionen Bretagne i nordvästra Frankrike. Kommunen ligger i kantonen Matignon som tillhör arrondissementet Dinan. År 2022 hade Hénanbihen 1 429 invånare.

## Befolkningsutveckling
Antalet invånare i kommunen Hénanbihen
Referens:INSEE